# Manastir Pećka patrijarhija
Manastir Pećka patrijarhija (srpski: Манастир Пећка патријаршија ili Manastir Pećka patrijaršija; albanski: Patrikana e Pejës) je manastir Srpske crkve u blizini grada Peći, na Kosovu. Kompleks crkava je duhovno središte i mauzolej srpskih nadbiskupa i patrijarha od 13. st.
Dana 13. srpnja 2006. god., kompleks je upisan na UNESCOv popis mjesta svjetske baštine u Europi kao dodatak već upisanom manastiru Visoki Dečani (Srednjovjekovni spomenici na Kosovu) koji se nalazi i na popisu mjesta svjetske baštine u opasnosti.

## Osnutak
Točan datum osnivanja manastira nije poznat, ali se pretpostavlja da je još za života Svetog Save, ova lokacija postala metohija (zemlja u vlasništvu manastira) manastira Žiča, koji je tada bio sjedište srpske crkve.
Nadbiskup Arsenije I. je tu izgradio crkvu Svetih Apostola, u želji da smjesti središte Srpske crkve bliže glavnom gradu. Oko 1250. god. je uslijedilo i njeno uređenje. Nadbiskup Nikodim I. dao je izgraditi crkvu Svetog Dimitrija oko 1320. god., sjeverno od postojeće crkve. Deceniju kasnije, oko 1330. god., njegov nasljednik, nadbiskup Danilo II. izgradio je treću crkvu, južno od postojećih – crkvu Svete Djevice Marije od hodogetrije (ona koja pokazuje put) na koju se naslonila malena crkva sv. Nikole. Ispred ove tri malene crkve podigao je i monumentalni samostalni narteks (srpski: priprata), te uz njega kampanil. U vremenu nadbiskupa Joanakija II., oko 1345. god., crkva sv. Demetrija je oslikana freskama.
Tijekom 14. stoljeća učinjene su neznatne promjene na Crkvi Svetih Apostola, koja je kasnije oslikana. Od 13. do 15. st., te kasnije opet u 17. st., poglavari Srpske pravoslavne crkve i nadbiskupi Pećke patrijarhije su sahranjivani u crkvama ovoga manastira. 

## Obnova
Obnova kompleksa je započeta u srpnju 2006. god., a dovršena je u rujnu iste godine. Glavni zadatak je bio zaštiti kompleks od utjecaja vremenskih prilika, ali i popravak unutarnjih zidova, te vanjskog izgleda. Prilikom popravka jedne vanjske before na fasadi crkve v. Dimitrija, otkrivene su dvije, do tada nepoznate, freske srpske kraljice i nepoznate plemkinje.
- Manastir Pećka patrijarhija prije obnove
- Manastir Pećka patrijarhija poslije obnove
- Detalj obnovljenih ukrasa
- Apostoli u Gospinoj crkvi
- Unutrašnjost Crkve sv. Nikole